# Turpial de Yucatán
El turpial de Yucatán (Icterus auratus) és un ocell de la família dels ictèrids (Icteridae).

## Hàbitat i distribució
Habita boscos arbustius i camp obert amb arbres i arbusts dispersos a les terres baixes del sud-est de Mèxic en la península de Yucatán.